# Maybank (Kreditinstitut)
Maybank (Abkürzung von Malayan Banking Berhad) ist die größte Bank und Finanzinstitution Malaysias. Das Unternehmen ist im FTSE Bursa Malaysia KLCI an der Börse Malaysia gelistet.
Das Kreditinstitut wurde von dem malaysischen Bankiers und Hotelbesitzer Khoo Teck Puat gegründet. Die Maybank hat einen Marktwert von 14 Milliarden Dollar (2009). Sie ist mit 374 inländischen und 90 internationalen Niederlassungen und Büros das zweitgrößte börsennotierte Unternehmen an der malaysischen Börse. Neben Malaysia ist die Maybank vor allem auch in Singapur, Brunei und auf den Philippinen tätig.
Das Tochterunternehmen Takaful ist in der Versicherungsbranche und im islamischen Bankwesen tätig.

## Bildergalerie

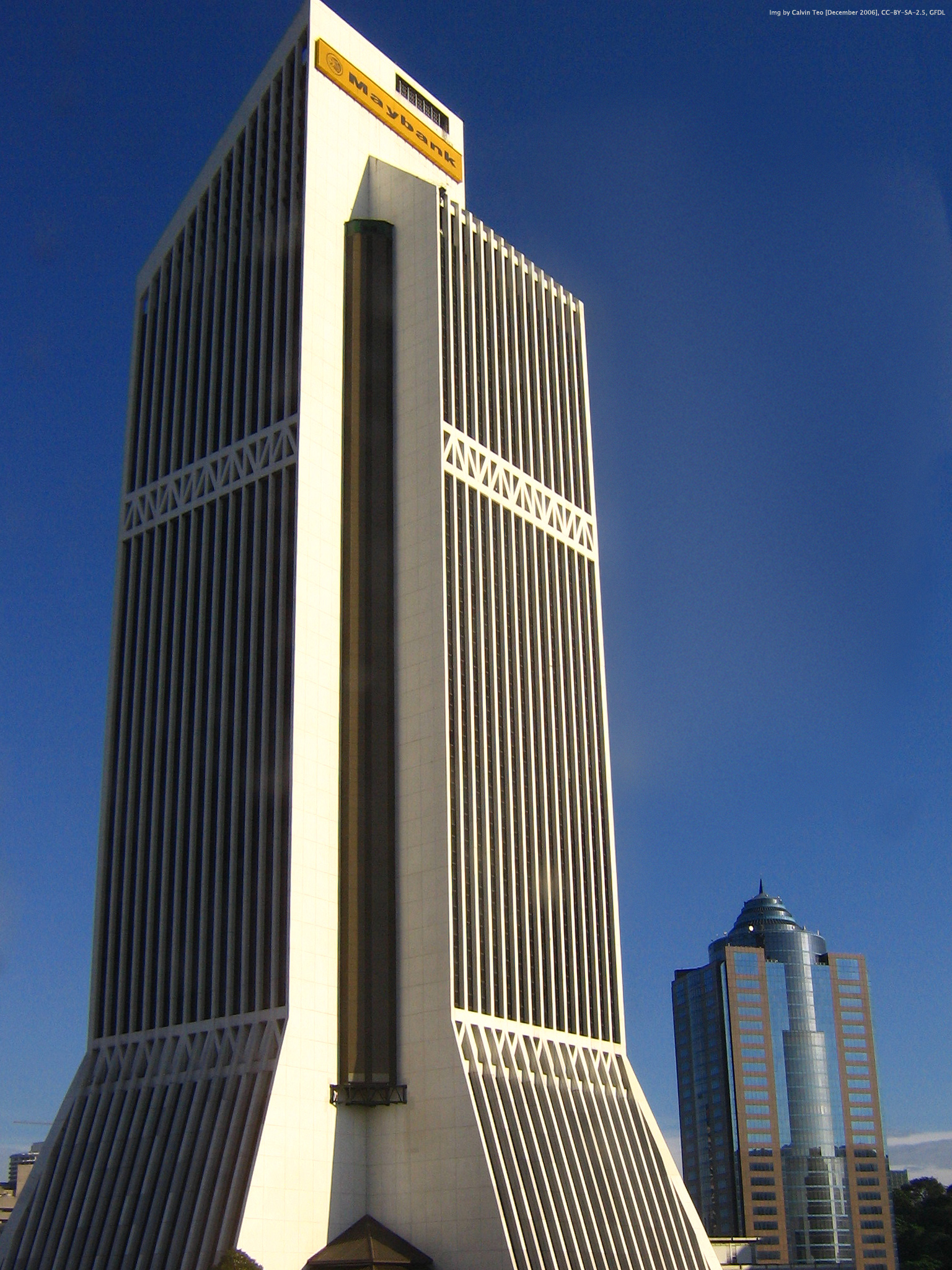
Maybank Tower, Kuala Lumpur
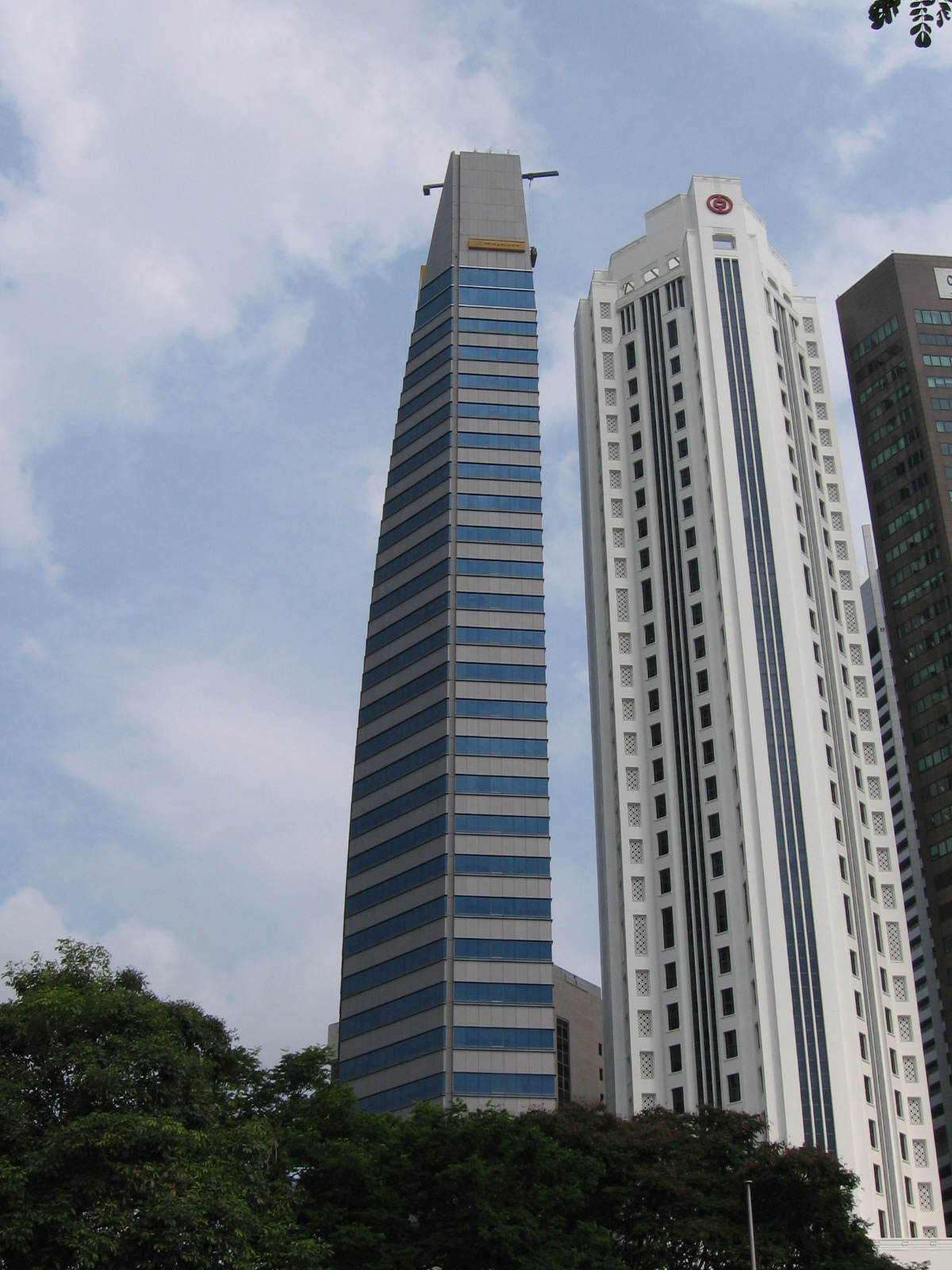
Maybank Tower, Singapur